# Браунстаун (округ Камбрија, Пенсилванија)
Браунстаун (енгл. Brownstown, Cambria County) град је у америчкој савезној држави Пенсилванија.

## Демографија
По попису из 2010. године број становника је 744, што је 139 (-15,7%) становника мање него 2000. године.
| Група             | 2000.       | 2010.       |
| Белци             | 877 (99,3%) | 734 (98,7%) |
| Афроамериканци    | 2 (0,2%)    | 1 (0,1%)    |
| Азијати           | 1 (0,1%)    | 1 (0,1%)    |
| Хиспаноамериканци | 0 (0,0%)    | 5 (0,7%)    |
| Укупно            | 883         | 744         |